# Bossa Três
Bossa Três é um conjunto musical brasileiro, que na sua formação inicial era integrado por Luís Carlos Vinhas (piano), Tião Neto (contrabaixo) e Edison Machado (bateria).
É considerado o primeiro conjunto instrumental da bossa nova, tendo surgido no início da década de 1960.
Os três músicos começaram a se apresentar nas boates do Beco das Garrafas, em Copacabana, acompanhando os bailarinos Lennie Dale, Joe Benett e Martha Botelho. Com eles, viajaram aos Estados Unidos para se apresentarem no Ed Sullivan Show, então um dos programas de TV mais assistidos no país.
Depois de três discos e uma série de apresentações em clubes de jazz novaiorquinos, Vinhas foi o único que resolveu voltar para o Brasil. Chegando, refez o trio com Octávio Bailly Júnior no baixo e Ronie Mesquita na bateria. A nova formação gravou mais cinco discos, sendo um deles com Pery Ribeiro, e outros dois com Leny Andrade e Pery Ribeiro, sob o nome de Gemini V.
Depois de turnê e disco ao vivo gravado no México, o Bossa Três se separou, e só foi retomado em 2000, para tocar com a cantora Wanda Sá. A teceira formação incluía Luís Carlos Vinhas, Tião Neto e o baterista João Cortez.

## Discografia
- Bossa Três - 1963 - Audio Fidelity
- Bossa Três & Jo Basile - 1963 - Audio Fidelity
- Bossa Três e Seus Amigos - 1963 - Audio Fidelity
- Bossa Três e Lennie Dale - 1964 - Elenco
- Bossa Três Em Forma - 1965 - Forma
- Bossa Três - Os Reis Do Ritmo - 1966 - Odeon
- Encontro - Pery Ribeiro + Bossa Três - 1966 - Odeon
- Gemini V - 1966 - Odeon
- Gemini V no México - 1967
- Bossa Três - Bottles (1963-1965) - 2000
- Wanda Sá & Bossa Três - 2000 - Deckdisc